# 南田岛
南田岛是浙江省宁波市象山县内的一个岛屿，也是宁波市域内的最大岛屿，面积84.38平方公里。

## 特点
该岛北邻象山半岛，之间的水道即为著名的石浦渔港。岛上人口超过3万，设有鹤浦镇。宣统元年（1909年）岛上置南田抚民厅，民国元年（1912年）改置南田县。1940年隶属三门县，为南田区。抗战时期曾招日军数度侵占。建国后，该岛改归象山县管辖。